# Iglesia de San Juan de Ávila (Jerez de la Frontera)
La parroquia de San Juan de Ávila es un templo parroquial de la localidad andaluza de Jerez de la Frontera, en la provincia de Cádiz, España. Se encuentra ubicada en el barrio de San Joaquín. La parroquia forma parte del Arciprestazgo de Jerez Norte.

## Historia
Fue inaugurada en 1997. Se dedica a San Juan de Ávila como reconocimiento a la labor del santo en la ciudad de Jerez.

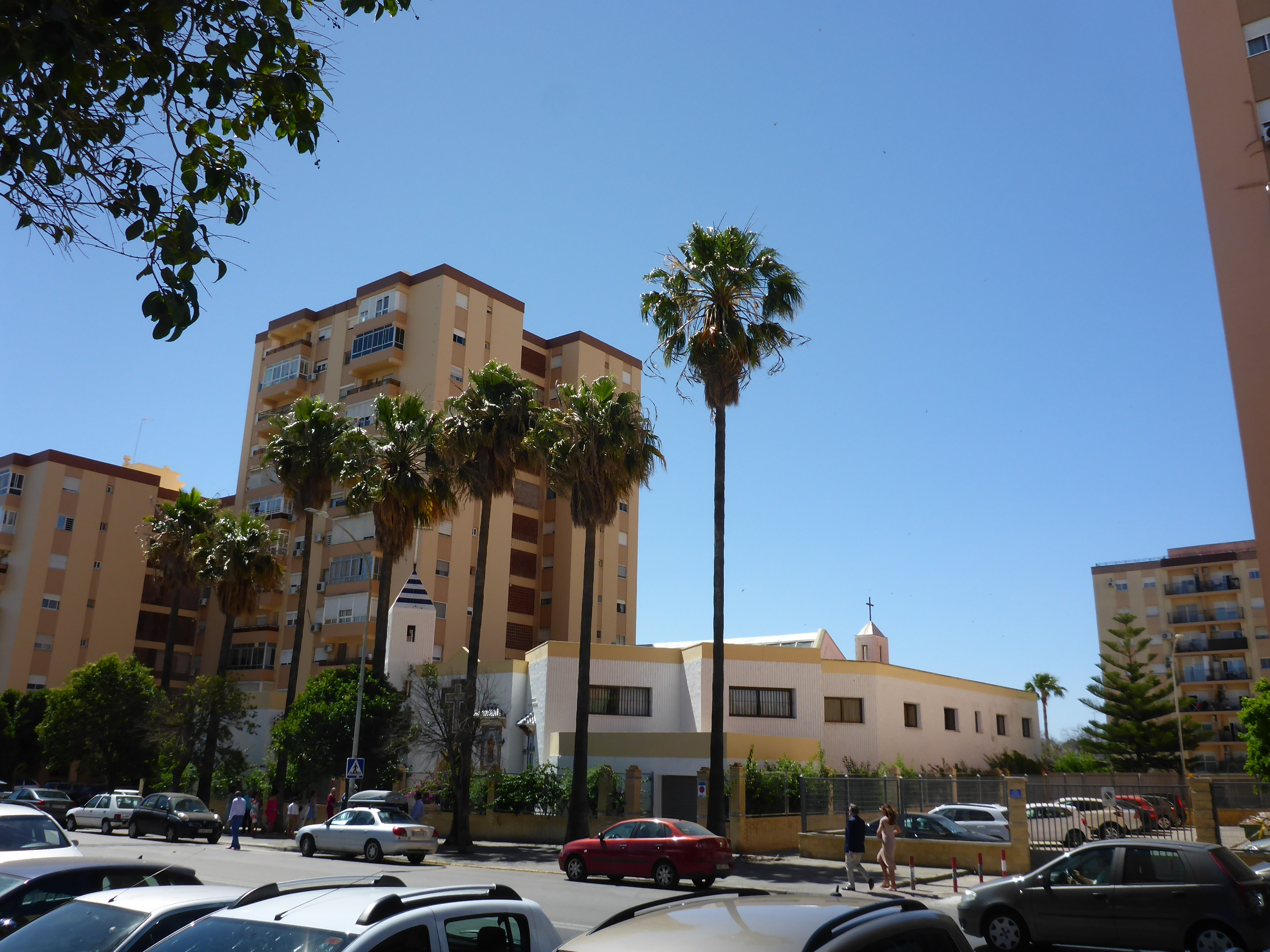
Capilla de María Auxiliadora

Cuenta con un columbario y una capilla dedicada a María Auxiliadora

## Vicarios parroquiales
Desde su fundación los hermanos José María y Antonio Diosdado ocuparon el cargo.